# Paranormal Activity
Paranormal Activity is een Amerikaanse horrorfilm uit 2007 onder regie van Oren Peli, die ook het verhaal schreef. De film werd in 2007 in één week tijd opgenomen in het huis van Peli, met een budget van 15.000 dollar. De productie bleef daarna twee jaar op de plank liggen bij Universal Studios voordat hij grootschalig uitkwam.
Paranormal Activity ging op 14 oktober 2007 in wereldpremière tijdens het Screamfest Film Festival in de Verenigde Staten. Daarna duurde het tot 2009 voor hij buiten Amerika verscheen. Op 26 november 2009 ging de film in première in Nederland en België. Dat jaar werd Paranormal Activity vervolgens genomineerd voor onder meer de People's Choice Award voor beste onafhankelijke film, de Independent Spirit Award voor beste eerste productie en de Empire Award voor beste horrorfilm.
Paranormal Activity wordt voorgesteld als een serie onbewerkte beelden die de hoofdpersonages zelf maakten met hun eigen camera (found footage). Het vervolg Paranormal Activity 2 (2010) gebruikt dezelfde techniek, maar dan met beelden uit het huis van de zus van Katie, opgenomen vóór en ná de gebeurtenissen in deel 1. De verhalen in beide films vullen elkaar aan.

## Verhaal
Katie hoort elke avond geluiden in huis die ze niet kan verklaren. Haar vriend Micah en zij plaatsen daarom een camera op hun slaapkamer, uitgaande van de mogelijkheid dat die iets registreert dat het een en ander verklaart. De geluiden komen elke nacht terug, ze zien schimmen op de deur en op een dag vinden ze op zolder een foto van Katie die werd gemaakt toen ze acht jaar oud was. Alleen is de foto destijds verbrand.
Op een dag ziet Micah op het internet een vrouw bij wie hetzelfde is gebeurd. Toen die vrouw acht was is haar huis ook afgebrand en later hoorde zij ook 's avonds stemmen en geluiden. Katie had net als zij nachtmerries. Wanneer Katie vraagt hoe het met die vrouw gaat, laat Micah een filmpje van haar in krankzinnige staat zien.
Op een nacht registreert de camera dat Katie onbewust naar beneden loopt. Even later wordt Micah wakker. Hij merkt dat Katie er niet meer is. Hij gaat naar beneden om haar te zoeken, vindt haar buiten en neemt haar weer mee naar bed. Op een volgende nacht staat Katie uren onbewust rechtop naast het bed en gaat dan naar beneden. Daar begint ze te gillen. Micah schrikt wakker en gaat haar achterna. Enige tijd later komt Katie onder het bloed naar boven. Het lichaam van Micah wordt naar de camera geworpen. Katie sluipt naar het lichaam, bemerkt dan de camera en springt ernaartoe. Er verschijnt een boodschap dat Micahs lichaam dagen later gevonden werd en dat er van Katie niets meer is vernomen.

## Alternatieve eindes
- De oorspronkelijke versie van de film bevat een ander einde. Hierin gaat Katie naast het bed zitten. Een paar dagen daarna komt er een vriendin binnen die Micahs lichaam vindt en gillend het huis uitvlucht. Een half uur later komt er politie naar boven die Katie met een mes in haar hand naast het bed ziet zitten. Wanneer ze haar opdragen dat weg te gooien, komt ze op hen af en vraagt ze waar Micah is. Omdat ze met mes en al op de agenten afloopt, schieten die haar dood.
- Weer een andere versie bevat een einde waarin Katie midden in de nacht uit bed gaat en kort daarna ergens vanuit het huis begint te gillen. Micah wordt daar wakker van, schiet zijn bed uit, roept naar Katie en begint te zoeken. Opeens valt Micahs stem weg en komt Katie met een mes in haar handen en een bebloed shirt terug de slaapkamer op. Daarna loopt ze op de camera af en snijdt ze haar eigen keel door.

## Rolverdeling
- Katie Featherston - Katie
- Micah Sloat - Micah
- Mark Fredrichs - Helderziende
- Ashley Palmer - Diane
- Amber Armstrong - Amber

## Vervolgen
- Paranormal Activity 2, uitgebracht in 2010
- Paranormal Activity 2: Tokyo Night, uitgebracht in 2010
- Paranormal Activity 3, uitgebracht in 2011
- Paranormal Activity 4, uitgebracht in 2012